# Commentarius (Numa Pompilio)
Il commentarius Numae (it. commentario di Numa) o liber Numae (it. libro di Numa) o Liber commentarii regii (it. Libro commentari regio) è un'opera non si sa se vera o inventata in cui dovevano essere raccolte le leges regiae attribuite al rex Numa Pompilio e di Romolo raccolte dallo stesso Numa. Quest'opera non ci è pervenuta.

## Origine, descrizione e struttura dell'opera
Il libro scritto da Numa dovrebbe contenere tutte le leges regiae emanate da Numa Pompilio e quelle di Romolo raccolte dallo stesso Numa. Ci sono due leggende riguardanti questo libro: una che fu scritto su corteccia di tiglio, la seconda invece dice che fu scritto su scudi bronzei o tavole bronzee. Il libro doveva essere strutturato in sezioni poiché le fonti ci parlano di varie di queste riguardanti i riti sacri.
Le sezioni dei riti sacri secondo le fonti sarebbero otto, ogni sezione e riservata a una determinata categoria di persone atti a precisi riti sacri:
1. Sezione riguardante le cerimonie officiate dai sacerdote dei trenta curioni con sacrifici pubblici[5].
2. Sezione riguardante le cerimonie officiate dai flamini[5].
3. Sezione riguardante le cerimonie officiate dai comandanti dei celeres[5].
4. Sezione riguardante le cerimonie officiate dagli Auguri che interpretano i segni della natura con questi riti[5].
5. Sezione riguardante le cerimonie officiate dalle Vestali dedite a Vesta e che custodiscono il fuoco sacro[5].
6. Sezione riguardante le cerimonie officiate dai Salii in numero di 12[6].
7. Sezione riguardante le cerimonie officiate dai feziali[7]: ius fetiale (Istituito e scritto nell'opera da Anco Marcio[8] il quarto re)
8. Sezione riguardante la categoria del collegio pontificale e dei riti che doveva officiare il Pontefice Massimo oltre a come doveva dare consigli riguardante il diritto[9]. Riguardo a questo argomento fece anche un'opera di sette libri chiamati libri pontifici base del ius pontificium o diritto pontificale[10].

Per quanto riguarda le altre leges regiae non riguardanti il diritto sacro probabilmente anche ad esse erano dedicate numerose sezioni (per esempio una sezione poteva essere dedicata alle leges par(r)icidas).

## Utilizzo dei re successivi
Gli storici ritengono, anche se non sempre ci sono fonti che ne parlano, che quest'opera fu riutilizzata dai re successivi dell'età regia e questo sarebbe provato dal fatto che alcune norme vengono attribuite a più re o alla somiglianza di alcune di queste, dal cui utilizzo probabilmente nacquero altre leges regiae; tra questi ci sarebbero Tullo Ostilio Anco Marcio e Servio Tullio rispettivamente terzo, quarto e sesto re di Roma di cui alcuni di essi modificarono o crearono nuove leges regiae provenienti o ispirate dall'opera di Numa Pompilio.

### Fonti primarie
- Gennaro Franciosi, Leges regiae, a cura di Gennaro Franciosi ricerca collettiva di Lucia Monaco, Anna Bottiglieri, Annamaria Manzo, Osvaldo Sacchi, Luciano Minieri, Giuseppina Maria Oliviero, Adelaide Russo, Vito Carella, Ammalia Franciosi, Aniello Buono, Torino, Javini Editore, 2003,  pp. XIX - 224, ISBN 88-243-1467-8.

Vari frammenti di testo in latino e greco dell'epoca regia tradotti

### Fonti secondarie
- Salvatore Tondo, Leges regiae e paricidas, Firenze, Leo S. Olschki Editore,  pp. III - 214, ISBN.